# Need for Speed III: Hot Pursuit
Need For Speed III: Hot Pursuit (conhecido no Japão como Over Drivin' 3) é um jogo eletrônico de corrida de 1998 desenvolvido pela EA Canada para PlayStation e pela EA Seattle para Microsoft Windows e publicado pela Electronic Arts. É o primeiro jogo da série Need for Speed a contar com a polícia perseguindo nos rachas.
O jogo também conta com 4 Modalidades diferentes de jogo: Single Race (onde o jogador livremente poderá escolher o carro para corrida e seus oponentes e também a pista que desejar), Hot Pursuit (onde o jogador pode optar por ser o policial ou ser o fugitivo), Tournament (campeonato de pontos corridos de determinada classe), Practice (para poder praticar) e a modalidade Knockout (onde quem chega na última colocação na corrida é eliminado automaticamente do torneio).

## Carros
Os carros apresentados no jogo são modelos esportivos, superesportivos, modelos de luxo e de corrida, como os outros Hot Pursuit e a primeira geração do Need For Speed. Cada carro possui um "showcase" detalhado, com fotos, estatísticas, mecânica, performance, história e visão 360° do interior do carro. A versão de PC possui duas variantes policiais e ambas as versões possuem um carro bônus feito especialmente para o jogo chamado El Niño. São 8 carros + El Niño para PSX e 18 carros + 2 viaturas policiais + El Niño para PC.  
Carros:
- Aston Martin DB7 (PC release)
- Chevrolet Corvette
- Ferrari 355 F1 (PSX release)
- Ferrari 355 F1 Spider (PC release)
- Ferrari 456M GT (PC DLC)
- Ferrari 550 Maranello
- Ford Falcon GT (Australian Muscle cars edition)
- HSV VT GTS (Australian Muscle cars edition)
- Italdesign Nazca C2 (PSX release)
- Italdesign Scighera (PC release)
- Jaguar Sport XJR-15
- Jaguar XK8 (PC release)
- Jaguar XKR (PC DLC)
- Lamborghini Countach 25TH
- Lamborghini Diablo SV
- Lister Storm (PC DLC)
- Mercedes-Benz CLK-GTR race version
- Mercedes-Benz SL600 (PC release)
- Spectre R42 (PC DLC)
- 98 Indy 500 Pace Car (Wal Mart edition)

Carros Policiais exclusivos para PC:
- Chevrolet Corvette
- Lamborghini Diablo SV

## Pistas
Esse foi o primeiro Need For Speed que o jogador poderia escolher correr à noite ou de dia e com chuva/neve ou não. Os ambientes das pistas variam de uma fazenda até uma montanha (ocasionalmente os ambientes das pistas variam de uma fazenda até uma cidade). Basicamente são quatro ambientações e quatro variações climáticas, com dois circuitos que se diferenciam pelas estradas usadas e/ou estação do ano (Hometown/Country Woods; Redrock Ridge/Lost Canyons; Atlantica/Aquatica; Rocky Pass/The Summit), além de um quinto lugar extra, desbloqueada no modo knockout, Empire City (na verdade, Need For Speed III: Hot Pursuit possui 14 pistas, 8 pistas disponiveis e 6 pistas secretas (ocasionalmente o jogo possui 9 pistas disponiveis e 5 pistas secretas), sendo uma delas (das 9 pistas) secreta e inclusa em todas as modalidades do jogo com exceção do modo Tournament (campeonato de pontos corridos de determinada classe).
- Hometown
- Redrock Rigde
- Atlantica
- Rocky Pass
- Country Woods
- Lost Canyons
- Aquatica
- The Summit
- Empire City (Bônus) - Pista Secreta.

Para a pista secreta Empire City ser disponibilizada, é preciso vencer a última corrida do modo Knockout em primeiro lugar, além da mesma ser disponibilizada, será disponibilizado também o carro bônus El Niño.